# Selección de fútbol de Ghana
La selección de fútbol de Ghana es el equipo formado por jugadores de nacionalidad ghanesa que representa desde 1957 a la Asociación de Fútbol de Ghana en las competiciones oficiales organizadas por la CAF y la FIFA.
Casi una década antes, concretamente desde 1950, ya existía una selección representativa del territorio africano antes de su independencia en 1957, denominado Costa de Oro. Como colonia inglesa y bajo su dominación, el combinado jugó su primer partido el 28 de mayo de ese año frente a la selección nigeriana, que se encontraba también bajo el régimen británico, en la ciudad de Acra. El resultado fue favorable a los locales por 1-0, en un encuentro de gran valor histórico para ambas naciones debido a sus situaciones políticas, y que sería el inicio de lo que años más tarde se convertiría en una larga y sana rivalidad.
Desde entonces, Ghana ha forjado una historia que la han situado como una de las mejores selecciones de África., Bajo el seudónimo de las estrellas negras,, denominados así por la estrella de dicho color en su bandera nacional, empezaría a obtener sus primeros éxitos gracias a los cuales iría consiguiendo un gran prestigio internacional, tanto dentro como fuera de su continente. Pese a vencer cuatro veces el título de la Copa Africana de Naciones, el más prestigioso a nivel de selecciones en África, demostrando su supremacía, no conseguiría ampliar fronteras hasta su época más reciente.
En el año 2006, logra debutar en la Copa Mundial, cuando participó en el certamen celebrado en Alemania, donde realizó una destacada actuación llegando hasta los octavos de final, siendo eliminada por Brasil. En el Mundial de Sudáfrica 2010, mejora sus registros: llega hasta los cuartos de final y pierde contra Uruguay en la tanda de penaltis. Este partido sería recordado por el penalti fallado de Asamoah Gyan en el último minuto de la prórroga, que hubiera dado la victoria a Ghana y un histórico pase a semifinales.
En categorías interiores, han logrado en dos ocasiones el título de la Copa Mundial de Fútbol Sub-17, así como la Copa Mundial de Fútbol Sub-20 de Egipto 2009, donde se impuso en los penaltis a la selección brasileña.

## Historia

### Comienzos como colonia británica (1950-1957)
La Asociación de Fútbol de Costa de Oro fue fundada en 1920 y luego sucedida por la Asociación de Fútbol de Ghana (GFA) en 1957, y estaba afiliada a la CAF y la FIFA el año siguiente. En el año 1950 nace la selección de fútbol de la Costa del Oro, en el territorio del golfo de Guinea dominado por el Imperio británico. África vivía en la mitad del siglo XX una ocupación y opresión por parte de Europa, que buscaban potenciar sus recursos en tierras del continente africano. Así se suceden diversas colonias, y con ellas, la llegada del fútbol. Nacen diversas selecciones, muchas de ellas capitaneadas e instruidas por grandes jugadores de la época, como el caso de la Costa de Oro, a manos de Sir Stanley Matthews.
Jugó su primer partido frente a otra de las colonias británicas, la selección nigeriana, en la ciudad de Acra el 28 de mayo de 1950. La selección de la Costa de Oro venció el encuentro por 1-0 frente a una selección nacida años antes, y que incluso había realizado una gira por el Reino Unido disputando numerosos encuentros frente a equipos británicos, siendo la primera selección africana en salir de su continente.
Un año más tarde sería la Costa de Oro la que realizase una gira por tierras británicas jugando varios partidos de exhibición. Mientras, empezó a disputar su primera competición frente a Nigeria, para fomentar el desarrollo del fútbol. La competición, denominada Copa Jalco, marcaría el inicio de la posterior rivalidad entre ambas selecciones. En ese período antes de su independencia, disputaría partidos frente a dos nuevas selecciones, la togolesa y la sierraleonesa.

### Primeros años de Ghana como selección independiente (1957-1963)

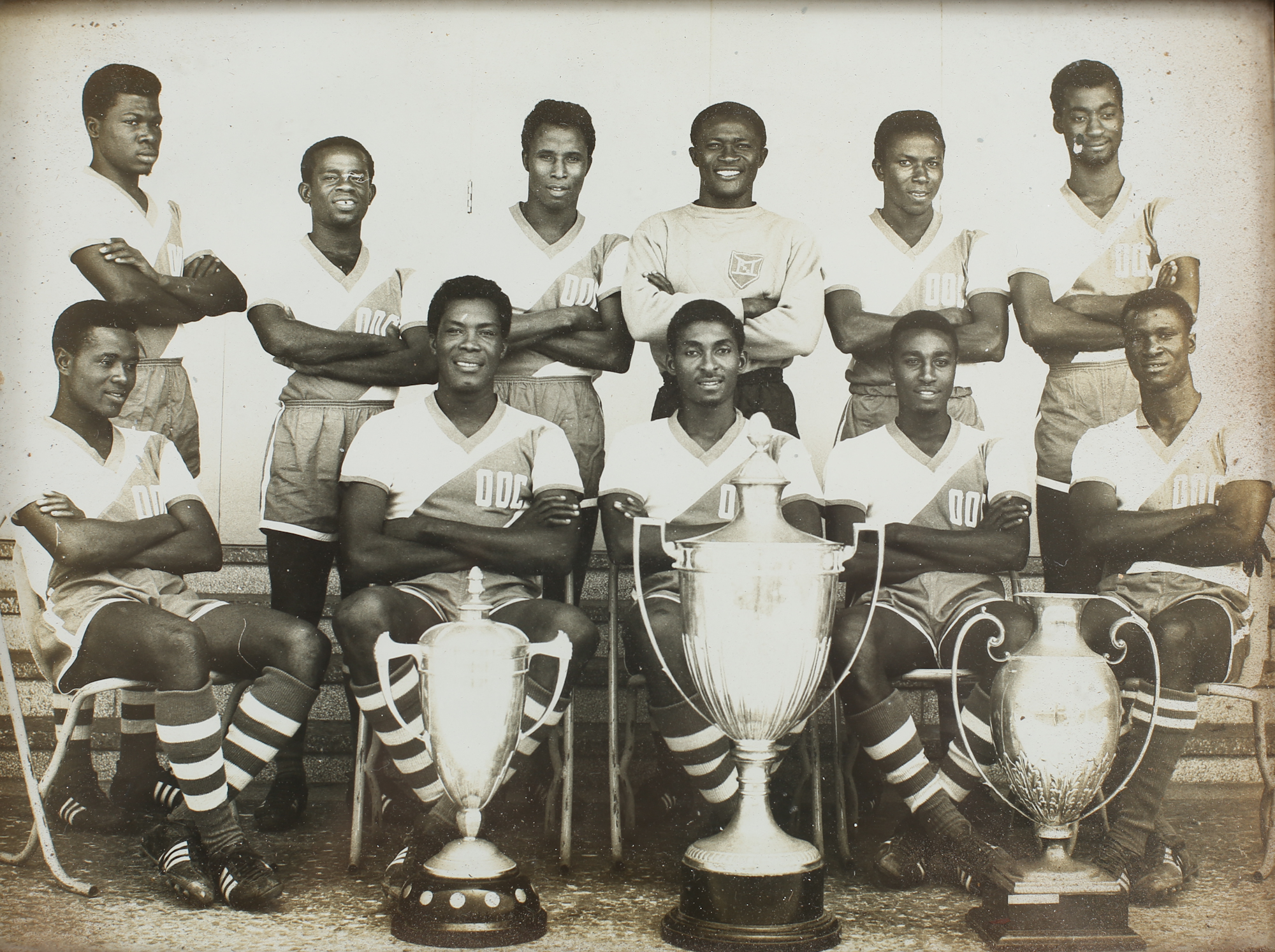
Integrantes de las black stars con los trofeos internacionales ganados por Ghana en temporadas consecutivas durante los años 60.

El 6 de marzo de 1957, Costa de Oro logra la independencia del Imperio británico, y nace así Ghana. Con la nueva denominación del estado, y siendo un país autónomo, reúne los requisitos necesarios para formar parte de la FIFA, hecho que se produce en 1958 bajo el amparo de la Asociación de Fútbol de Ghana y de la CAF, a la que se afilia ese mismo año.
Como nueva nación reconocida internacionalmente disputa su primer partido frente a su ya conocida rival, la selección nigeriana, en el partido correspondiente a la VII edición de la Copa Jalco. Un empate a tres goles el 27 de octubre serviría para que el título fuese compartido por ambos combinados. La competición sería sustituida a partir de 1959 por la Copa Nkrumah, dejando un balance de cinco victorias para los nigerianos, y cuatro para los ghaneses que tendrían el honor de conservar en propiedad el título debido a la extinción de la competición.
Su oficialidad y adhesión al máximo organismo futbolístico le permite optar a jugar las competiciones internacionales futbolísticas. Así, y pese a no lograr clasificarse para las fases finales de los Juegos Olímpicos de 1960 de Roma y la Copa Mundial de 1962 de Chile, va adquiriendo gran experiencia y formación que pronto se verá reflejada con sus primeros éxitos como selección, dando una de las mejores etapas de la historia del equipo ghanés. Su crecimiento se refleja en los resultados, y lograría así su mejor resultado hasta la fecha, tras ganar el 15 de octubre de 1962 a la selección malauí por un contundente 0-12, dentro de una racha en la que conseguiría encadenar 13 partidos en un período de 2 años sin conocer la derrota.

### Época dorada (1963-1971)

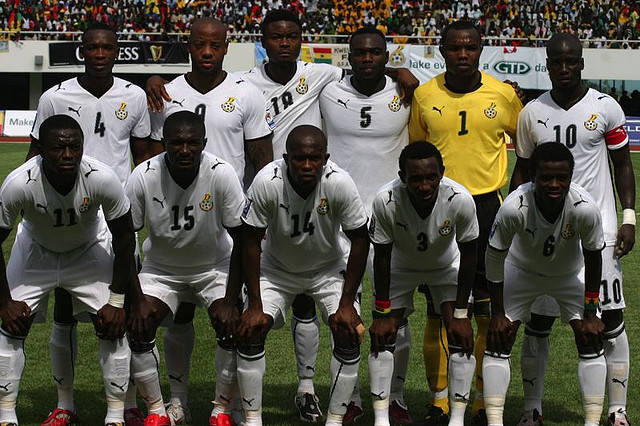
Las black stars antes de un partido en 2009

Con Charles Kumi Gyamfi a cargo del equipo desde 1961, llegaría la etapa dorada de la selección. Ghana ganó de manera consecutiva la Copa Africana de Naciones de 1963 y Copa Africana de Naciones de 1965, además de lograr el subcampeonato en las dos siguientes ediciones. Algunos de los mejores jugadores de la selección ghanesa de la historia vendrían como consecuencia de esta época dorada en la que destacaron futbolistas como Osei Kofi, James Adjei, Wilberforce Mfum o Ibrahim Sunday, todos ellos precedidos por Baba Yara, la primera gran figura del emergente fútbol ghanés que vio truncada su carrera debido a un desafortunado accidente.

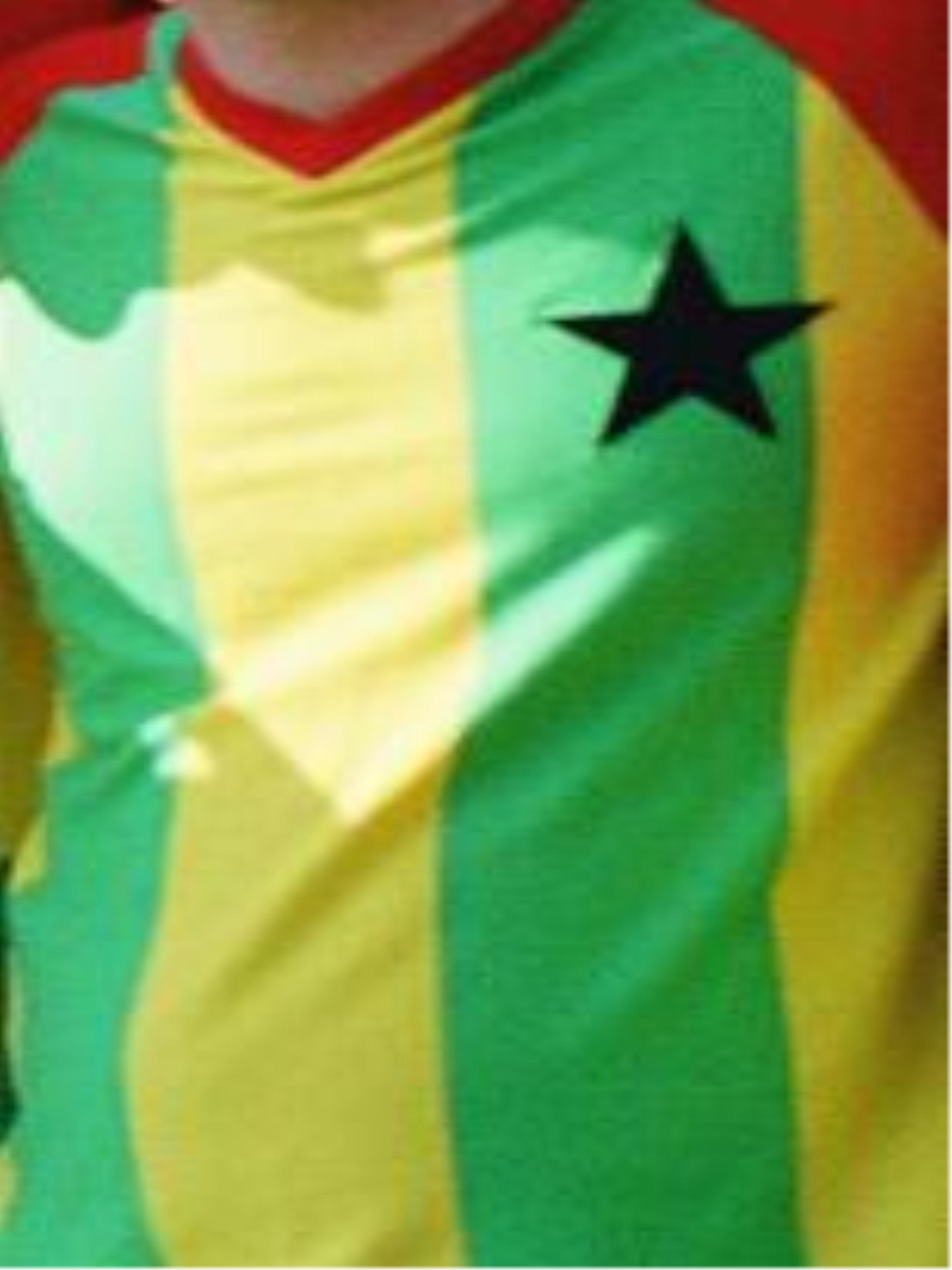
Uniforme utilizado por Ghana de local en los años 70 y 80.

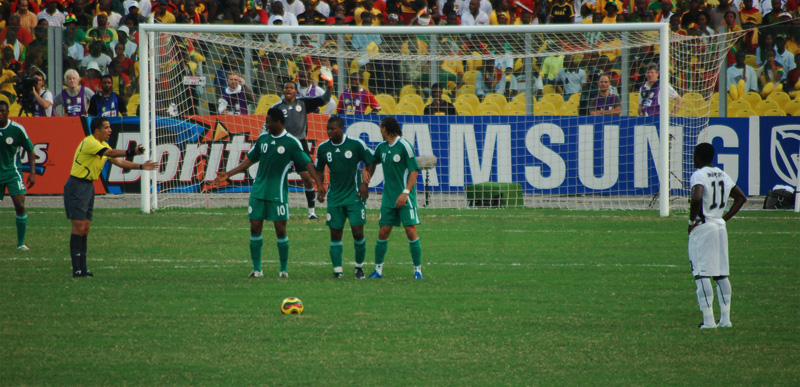
Ghana vs. Nigeria en los cuartos de final de la Copa Africana de Naciones de 2008.

Nuevas generaciones como Abedi Ayew, apodado como el Pelé de África por sus similitudes y habilidad que provocaba comparaciones con Edson Arantes do Nascimento «Pelé»; Tony Yeboah, formando una de las duplas más recordadas junto a Abédi Pelé, recogerían el testigo para que la selección viviese una nueva etapa de éxitos.

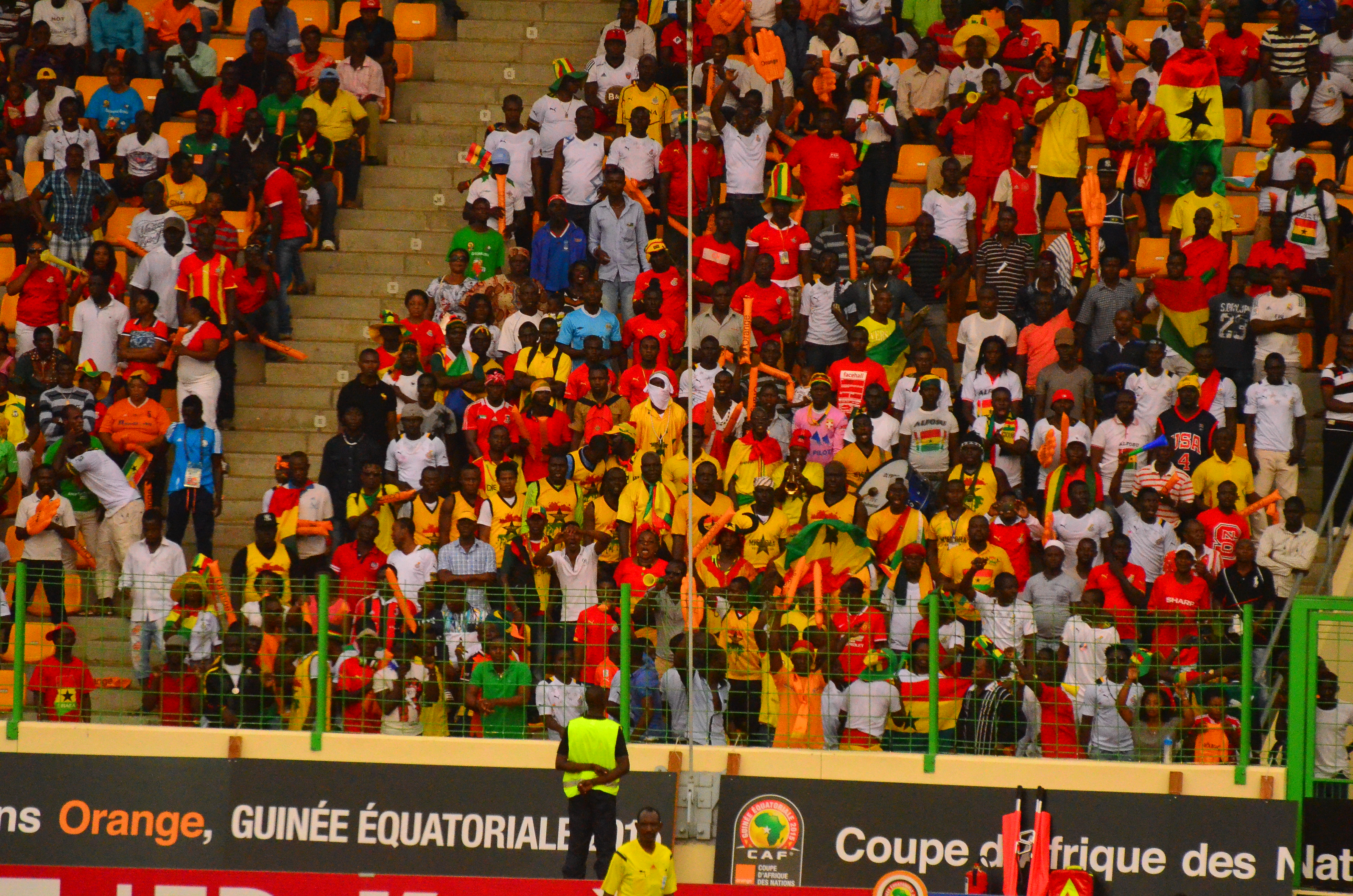
Aficionados de Ghana en un partido de la Copa Africana de Naciones de 2015 ante Guinea.

El primer gran título de la historia ghanesa vendría de la mano de su primera comparecencia en un gran evento. La IV edición de la Copa Africana de Naciones vería como la novel Ghana se alzaba con el título disputado en su propio país. Tras finalizar primeros del grupo A, se enfrentaron en la final el 1 de diciembre a la selección sudanesa, una de las más potentes de África en la época, donde vencieron por un 3-0 merced a los goles de Aggrey-Fin y un doblete de Wilberforce Mfum, que finalmente sería bota de bronce del campeonato.
Como sorprendentes vencedores en su primera comparecencia debido a su condición de noveles, pudieron demostrar en la siguiente edición que el título conquistado no fue determinante debido al hecho de que se produjese en su propio país. Demostraron una autoridad abrumadora, y consiguieron vencer todos sus partidos con un balance de doce goles a favor y cinco en contra. Tras finalizar primeros del grupo B, por delante de la selección marfileña y la selección del Congo-Kinshasa (actual República Democrática del Congo), se enfrentaría en la final a la selección tunecina a la que venció el 21 de noviembre de 1965 por 3-2 en la prórroga tras el empate a dos goles en los primeros 90 minutos. Al comienzo del tiempo extra, un nuevo gol de Odoi se sumaría a los anteriores de Osei Kofi y el propio Odoi para darle a Ghana su segunda Copa África.
Su dominio en las primeras participaciones de dicha competición le valieron el apodo del Brasil de África en la década de los años 60.
Las dos siguientes ediciones de la máxima competición africana, perdería en la final frente a Congo-Kinshasa en 1968 y Sudán por el mismo resultado de 1-0, cerrando así una gloriosa etapa para el combinado ghanés donde alcanzó cuatro finales consecutivas del torneo continental, una hazaña que no ha conseguido ser igualada en la actualidad.
Pese a ser la referencia en el continente africano, el equipo no tuvo éxito en la Copa Mundial durante la época, y no pudo clasificarse para ninguna edición del campeonato, e incluso fue descalificado en la fase de clasificación del Mundial de Inglaterra 66 por negarse a jugar al estar disconforme por la decisión de la FIFA sobre el sistema de clasificación por continentes. Sin embargo, se clasificó para el fútbol en los Juegos Olímpicos de 1964 celebrados en Tokio, siendo la primera vez en su historia que participaba en el certamen olímpico. En su estreno llegaría hasta los cuartos de final, finalizando en 7.ª posición tras ser eliminados por su compatriota continental, la selección egipcia.

### SigloXXI: Ascenso y declive
Antes del 2000 habían jugadores como Abedi Pele y Tony Yeboah, quienes habían participado en los procesos fallidos de clasificación al mundial en los años 1990, pero una nueva generación de los Black Stars aparecieron en el mundial juvenil de Argentina 2001 donde perdieron la final ante Argentina y fueron la base de la selección que participó en la Copa Africana de Naciones 2002, y en 2005 lograron clasificar por primera vez a un mundial, en Alemania 2006. Los Black Stars iniciaron con una derrota ante el eventual campeón Italia por 0-2, pero después obtuvieron victorias ante República Checa (2–0) y Estados Unidos (2–1) para clasificar a la segunda ronda, donde perderían por 0-3 ante Brasil.
En 2008 Ghana alcanzó el lugar 14 de la Clasificación Mundial de la FIFA. Dirigidos por el serbio Milovan Rajevac, los Black Stars lograron ganar todos los partidos en la eliminatoria mundialista, siendo la primera selección africana en clasificar a Sudáfrica 2010. En el mundial jugó en el Grupo D ante Alemania, Serbia y Australia. Ghana enfrentó a Estados Unidos en la segunda ronda, donde ganó por 2–1 en la prórroga para ser la tercera selección africana en alcanzar los cuartos de final en una Copa Mundial de Fútbol. Perdería ante Uruguay en penales luego de fallar un penal en la prórroga luego de que el que parecía el gol de la victoria de Ghana para llegar a semifinales fuera bloqueado deliberadamente con la mano por Luis Suárez, por lo que fue expulsado.
En 2013 Ghana se convirtió en la primera selección en llegar en cuatro ocasiones consecutivas a las semifinales de la Copa Africana de Naciones en más de una ocasión, la primera fue entre 1963 y 1970.
Ghana estaba lo suficientemente arriba en el ranking de la FIFA para iniciar la eliminatoria rumbo a Brasil 2014 a partir de la segunda ronda. Luego de ganar su grupo, clasifica al mundial en noviembre de 2013 luego de vencer a Egipto por 7–3 en el marcador global. Ghana jugó en el Grupo G ante Alemania, Portugal y Estados Unidos. El mundial fue decepcionante para Ghana donde fue eliminado en la primera ronda luego de solo sumar un punto, luego de una mala planificación y el reclamo del pago de extras a pesar de los pobres resultados, aunque Ghana fue la única selección en el mundial que no perdió ante el eventual campeón Alemania.
Luego de Brasil 2014 Ghana entró en un momento de decadencia. La etapa final fue en la Copa Africana de Naciones 2015 en la que los Black Stars volvieron a ser finalistas, donde perdieron en penales ante Costa de Marfil. En la edición de 2017 terminaron en cuarto lugar - tercera ocasión en las últimas cuatro ediciones - no clasificó a Rusia 2018 luego de terminar detrás de Egipto y Uganda en la ronda final. Para la Copa Africana de Naciones 2019 los Black Stars no pudieron ser constantes como en las ediciones anteriores y fueron eliminados por Túnez en la segunda ronda. En 2021 Rajevac regresó, pero fueron eliminados en la fase de grupos en la Copa Africana de Naciones 2021 luego de perder 2–3 ante la selección debutante de Comoras y André Ayew fue expulsado, siendo la primera vez que no superaba la fase de grupos desde la edición de 2006.
Luego de la caída en el torneo continental, Ghana empató 0–0 vs Nigeria y un empate 1–1 en Nigeria los clasificó a Catar 2022 por la regla del gol de visitante.

## Rivalidades
En el caso del golfo de Guinea, se encuentran dos de las consideradas mejores selecciones del continente africano: la selección ghanesa, y la selección nigeriana, con quien mantiene una fuerte y sana rivalidad.
Ésta se vio acrecentada por diversos factores. La cercanía de ambos países que vivieron el yugo del colonialismo británico, así como la disputa de diversas competiciones entre ambos equipos, les harían disputarse la supremacía de la zona occidental, para disputar el dominio de África años más tarde, tras estar consideradas como dos de las mejores selecciones del continente.

## Estadios
A diferencia de la mayoría de los equipos nacionales, Ghana no tiene una sede determinado como estadio nacional y, como tal, cambia a menudo de estadio en las eliminatorias mundialistas y de la Copa de África de Naciones. Tradicionalmente, los lugares más utilizados han sido el Essipong Stadium o Sekondi-Takoradi Stadium de Sekondi-Takoradi, el Len Clay Stadium, Kumasi Sports Stadium o Abrankese Stadium de Kumasi, el Cape Coast Sports Stadium en Cape Coast, el Acra Sports Stadium en la capital Acra y el Tamale Stadium de Tamale. También se utilizaron algunos pequeños estadios regionales en los partidos de clasificación para la Copa Africana de Naciones 2002 y 2004.

## Indumentaria
|  | 1996–1997 |

## Jugadores
Pese a que la selección nace a mediados del siglo XX, como la mayoría de las selecciones del continente, debido a la tardía llegada del fútbol a este, y las difíciles situaciones políticas, en apenas una década consiguió convertirse en una de las referencias del fútbol africano. Su gran crecimiento y logros vinieron de la mano de grandes futbolistas, como Osei Kofi, el Mago Driblador (The Wizard Dribbler), considerado como uno de los mejores futbolistas ghaneses, James Adjei, el cual según palabras del mismo Stanley Matthews podría ser comparado con cualquier centrocampista del Reino Unido, Baba Yara, el Rey de los Extremos (King of the Wingers), considerada otra de las grandes estrellas antes de que su carrera se viese truncada por un trágico accidente que causaría su muerte años después,, de Ibrahim Sunday, primer ghanés Balón de Oro africano, Abdul Razak, el Chico de Oro (Golden Boy), y en especial a Abédi «Pelé» Ayew.
Este es considerado como el mejor jugador ghanés de la historia, ganador de tres balones de oro africanos, un Premio al mejor futbolista de África, y elegido por la IFFHS como tercer mejor jugador africano del siglo XX,, Pese a jugar en la década de los años 80 y 90, aún continúa siendo el máximo goleador de la historia de la selección al anotar 33 goles en 67 partidos pese a jugar de centrocampista.

### Última convocatoria
Los siguientes fueron convocados para los partidos contra  Nigeria y  Trinidad y Tobago los días 28 y 31 de mayo de 2025.
Partidos internacionales y goles correctos al 4 de junio de 2025, después del partido contra  Trinidad y Tobago:
| N.º              | Nombre                 | Posición      | Edad    | PJ  | Goles | Club                        |
| ---------------- | ---------------------- | ------------- | ------- | --- | ----- | --------------------------- |
| 1                | Lawrence Ati-Zigi      | Portero       | 28 años | 25  | 0     | F. C. St. Gallen            |
| 12               | Joseph Anang           | Portero       | 25 años | 0   | 0     | St Patrick's Athletic F. C. |
| 16               | Benjamin Asare         | Portero       | 26 años | 5   | 0     | Hearts of Oak S. C.         |
| 2                | Kamaradini Mamudu      | Defensa       | 22 años | 4   | 0     | Medama S. C.                |
| 3                | Aaron Essel            | Defensa       | 19 años | 1   | 0     | North Texas S. C.           |
| 4                | Razak Simpson          | Defensa       | 27 años | 7   | 1     | Nations F. C.               |
| 14               | Gideon Mensah          | Defensa       | 27 años | 32  | 0     | A. J. Auxerre               |
| 18               | Stephan Ambrosius      | Defensa       | 26 años | 4   | 0     | F. C. St. Gallen            |
| 20               | Ebenezer Annan         | Defensa       | 22 años | 6   | 0     | Estrella Roja               |
|                  | Mohammed Salisu        | Defensa       | 26 años | 18  | 3     | A. S. Monaco F. C.          |
| 5                | Caleb Yirenkyi         | Mediocampista | 19 años | 2   | 0     | F. C. Nordsjælland          |
| 8                | Majeed Ashimeru        | Mediocampista | 27 años | 12  | 0     | R. S. C. Anderlecht         |
| 13               | Ibrahim Sulemana       | Mediocampista | 22 años | 6   | 0     | Atalanta B. C.              |
| 15               | Lawrence Agyekum       | Mediocampista | 21 años | 2   | 1     | Cercle Brugge K. S. V.      |
| 21               | Salis Abdul Samed      | Mediocampista | 25 años | 21  | 0     | Sunderland A. F. C.         |
| 22               | Christopher Bonsu Baah | Mediocampista | 20 años | 2   | 0     | K. R. C. Genk               |
| 27               | Abu Francis            | Mediocampista | 24 años | 6   | 0     | Cercle Brugge K. S. V.      |
| 7                | Aziz Issah             | Delantero     | 19 años | 1   | 0     | F. C. Barcelona Atlètic     |
| 9                | Jordan Ayew            | Delantero     | 33 años | 113 | 31    | Leicester City F. C.        |
| 11               | Kwame Opoku            | Delantero     | 26 años | 3   | 0     | Asante Kotoko S. C.         |
| 17               | Mohammed Fuseini       | Delantero     | 23 años | 2   | 1     | R. U. Saint-Gilloise        |
| 19               | Felix Afena-Gyan       | Delantero     | 22 años | 8   | 1     | Juventus Next Gen           |
| 23               | Brandon Thomas-Asante  | Delantero     | 26 años | 4   | 1     | Coventry City F. C.         |
| Bandera de Ghana | Otto Addo              | Entrenador    | 50 años |     |       |                             |

## Entrenadores
- George Ainsley (1958–1959)[27]
- Adreas Sjolberg (1959–1962)
- József Ember (1962)
- Charles Gyamfi (1963–1965)
- Carlos Alberto Parreira (1967)
- Karl-Heinz Marotzke (1968–1970)
- Ben Koufie (1970–1973)
- Nicolae Dumitru (1973–1974)
- Karl-Heinz Weigang (1974–1975)
- O. C. Sampaio (1977–1978)
- Fred Osam-Duodu (1978–1981)
- Charles Gyamfi (1982–1983)
- Emmanuel Akwasi Afranie (1984)
- Herbert Addo (1984)
- Rudi Gutendorf (1986–1987)
- Fred Osam-Duodu (1988–1989)
- Burkhard Ziese (1990–1992)
- Otto Pfister (1992–1993)
- Fred Osam-Duodu (1993)
- Jørgen E. Larsen (1993–1994)
- E.J. Aggrey-Fynn (1994)
- Petre Gavrilă (1995)
- Ismael Kurtz (1996)
- Sam Arday (1996–1997)
- Rinus Israël (1997–1998)
- Giuseppe Dossena (1999–2000)
- Fred Osam-Duodu (2000)
- Cecil Jones Attuquayefio (2001)
- Fred Osam-Duodu (2001–2002)
- Milan Živadinović (2002)
- Emmanuel Akwasi Afranie (2002–2003)
- Burkhard Ziese (2003)[28]
- Ralf Zumdick (2003)[28]
- Mariano Barreto (2004)
- Sam Arday (2004)
- Ratomir Dujković (2004–2006)
- Claude Le Roy (2006–2008)[29]
- Sellas Tetteh (2008)
- Milovan Rajevac (2008–2010)
- James Kwesi Appiah (2010–2011)
- Goran Stevanović (2011–2012)
- James Kwesi Appiah (2012–2014)
- Maxwell Konadu (interino- 2014)
- Avram Grant (2014–2017)[30][31]
- Maxwell Konadu (interino- 2017)
- James Kwesi Appiah (2017–2019)[32]
- Charles Akonnor (2020–2021)[32][33]
- Milovan Rajevac (2021–2022)[34][35]
- Otto Addo (interino- 2022)
- Chris Hughton (2023–2024)[36][37]
- Otto Addo (2024-presente)

## Participaciones en Mundiales

### Copa Mundial de Fútbol

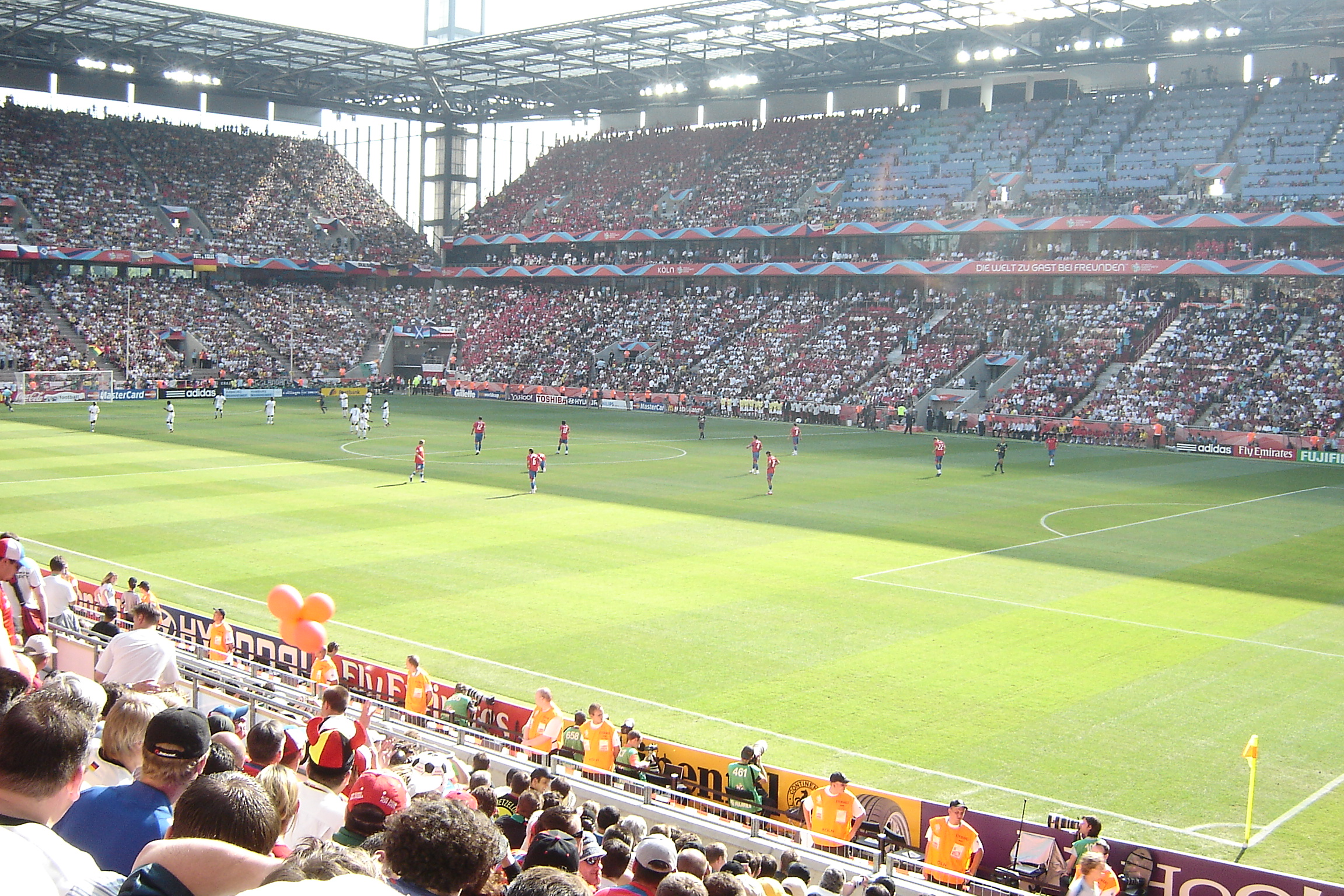
Ghana disputó en 2006 el primer Mundial de fútbol de su historia.

#### Alemania 2006 y Sudáfrica 2010
La selección de Ghana nunca había participado en la fase final de una Copa del Mundo de la FIFA hasta que lograron clasificarse para el Mundial de Alemania 2006. Luego, participaron en Sudáfrica 2010 y Brasil 2014 con lo cual han logrado participar en 3 mundiales seguidos.
En el Mundial de Sudáfrica 2010, Ghana alcanzó la «proeza» para equipos africanos de llegar a cuartos de final, donde fueron eliminados por Uruguay, en el que Luis Suárez deliberadamente frenó lo que sería el gol de la victoria ghanesa hacia las semifinales, y al empatar, en una increíble tanda de penalties, se impusieron los uruguayos. Para acceder a dicha instancia, habían dejado en al camino a Estados Unidos en la ronda de octavos de final.

#### Brasil 2014
En el Mundial celebrado en tierras cariocas, la selección ghanesa perdió 2-1 en su primer partido ante EUA, al cual habían logrado batir en Alemania 2006 y Sudáfrica 2010, que había causado la eliminación estadounidense en ambos mundiales. La selección de EUA logró encajarles un gol en el primer minuto a Ghana, a los treinta segundos de iniciado el partido, y pese a que las estrellas negras lograron empatar posteriormente, no pudieron darle la vuelta al partido y el llamado equipo de todos pudo imponerse al final.
En su segundo encuentro, Ghana empata 2-2 con Alemania en un resultado increíble para los africanos pues Alemania había vencido 4-0 a Portugal en su debut. Este partido Ghana pudo haberlo ganado pero la individualidad y egoísmo de Ayew impidió ampliar el marcador a 3-1, que habría puesto el partido cuesta arriba para los teutones.  
En su partido final de la fase de grupos, Ghana necesitaba ganar para pasar y que EUA perdiera con Alemania. Los estadounidenses cayeron 1-0 ante los alemanes, pero Ghana cayó ante Portugal 2-1, quedando eliminada de la Copa del Mundo.

## Últimos partidos y próximos encuentros
Actualizado al último partido jugado el 31 de mayo de 2025
| Fecha      | Ciudad    | Local      | Resultado | Visitante         | Competición                            |
| ---------- | --------- | ---------- | --------- | ----------------- | -------------------------------------- |
| 05-09-2024 | Kumasi    | Ghana      | 0:1       | Angola            | Clas. Copa Africana de Naciones 2025   |
| 09-09-2024 | Berkane   | Níger      | 1:1       | Ghana             | Clas. Copa Africana de Naciones 2025   |
| 10-10-2024 | Acra      | Ghana      | 0:0       | Sudán             | Clas. Copa Africana de Naciones 2025   |
| 15-10-2024 | Bengasi   | Sudán      | 2:0       | Ghana             | Clas. Copa Africana de Naciones 2025   |
| 15-11-2024 | Talatona  | Angola     | 1:1       | Ghana             | Clas. Copa Africana de Naciones 2025   |
| 18-11-2024 | Acra      | Ghana      | 1:2       | Níger             | Clas. Copa Africana de Naciones 2025   |
| 11-12-2024 | Lome      | Togo       | 0:2       | Ghana             | Partido amistoso                       |
| 22-12-2024 | Acra      | Ghana      | 0:0       | Nigeria           | Clasificación Campeonato Africano 2025 |
| 28-12-2024 | Uyo       | Nigeria    | 3:1       | Ghana             | Clasificación Campeonato Africano 2025 |
| 21-03-2025 | Acra      | Ghana      | 5:0       | Chad              | Clasificación Copa Mundial 2026        |
| 24-03-2025 | Alhucemas | Madagascar | 0:3       | Ghana             | Clasificación Copa Mundial 2026        |
| 28-05-2025 | Brentford | Nigeria    | 2:1       | Ghana             | Partido amistoso                       |
| 31-05-2025 | Londres   | Ghana      | 4:0       | Trinidad y Tobago | Partido amistoso                       |

## Estadísticas

### Copa Mundial de Fútbol
| Copa Mundial de Fútbol | Copa Mundial de Fútbol  | Copa Mundial de Fútbol  | Copa Mundial de Fútbol  | Copa Mundial de Fútbol  | Copa Mundial de Fútbol  | Copa Mundial de Fútbol  | Copa Mundial de Fútbol  | Copa Mundial de Fútbol  | Copa Mundial de Fútbol  |
| Año                    | Ronda                   | Pos.                    | J                       | G                       | E                       | P                       | GF                      | GC                      | DG                      |
| ---------------------- | ----------------------- | ----------------------- | ----------------------- | ----------------------- | ----------------------- | ----------------------- | ----------------------- | ----------------------- | ----------------------- |
| 1930 - 1938            | No existía la selección | No existía la selección | No existía la selección | No existía la selección | No existía la selección | No existía la selección | No existía la selección | No existía la selección | No existía la selección |
| 1950 - 1958            | No participó            | No participó            | No participó            | No participó            | No participó            | No participó            | No participó            | No participó            | No participó            |
| 1962                   | No clasificó            | No clasificó            | No clasificó            | No clasificó            | No clasificó            | No clasificó            | No clasificó            | No clasificó            | No clasificó            |
| 1966                   | Se retiró               | Se retiró               | Se retiró               | Se retiró               | Se retiró               | Se retiró               | Se retiró               | Se retiró               | Se retiró               |
| 1970                   | Se retiró               | Se retiró               | Se retiró               | Se retiró               | Se retiró               | Se retiró               | Se retiró               | Se retiró               | Se retiró               |
| 1974                   | No clasificó            | No clasificó            | No clasificó            | No clasificó            | No clasificó            | No clasificó            | No clasificó            | No clasificó            | No clasificó            |
| 1978                   | No clasificó            | No clasificó            | No clasificó            | No clasificó            | No clasificó            | No clasificó            | No clasificó            | No clasificó            | No clasificó            |
| 1982                   | Se retiró               | Se retiró               | Se retiró               | Se retiró               | Se retiró               | Se retiró               | Se retiró               | Se retiró               | Se retiró               |
| 1986                   | Se retiró               | Se retiró               | Se retiró               | Se retiró               | Se retiró               | Se retiró               | Se retiró               | Se retiró               | Se retiró               |
| 1990                   | No clasificó            | No clasificó            | No clasificó            | No clasificó            | No clasificó            | No clasificó            | No clasificó            | No clasificó            | No clasificó            |
| 1994                   | No clasificó            | No clasificó            | No clasificó            | No clasificó            | No clasificó            | No clasificó            | No clasificó            | No clasificó            | No clasificó            |
| 1998                   | No clasificó            | No clasificó            | No clasificó            | No clasificó            | No clasificó            | No clasificó            | No clasificó            | No clasificó            | No clasificó            |
| 2002                   | No clasificó            | No clasificó            | No clasificó            | No clasificó            | No clasificó            | No clasificó            | No clasificó            | No clasificó            | No clasificó            |
| 2006                   | Octavos de final        | 13.º                    | 4                       | 2                       | 0                       | 2                       | 4                       | 6                       | -2                      |
| 2010                   | Cuartos de final        | 7.º                     | 5                       | 2                       | 2                       | 1                       | 5                       | 4                       | +1                      |
| 2014                   | Fase de grupos          | 25.º                    | 3                       | 0                       | 1                       | 2                       | 4                       | 6                       | -2                      |
| 2018                   | No clasificó            | No clasificó            | No clasificó            | No clasificó            | No clasificó            | No clasificó            | No clasificó            | No clasificó            | No clasificó            |
| 2022                   | Fase de grupos          | 24.º                    | 3                       | 1                       | 0                       | 2                       | 5                       | 7                       | -2                      |
| 2026                   | Por disputarse          | Por disputarse          | Por disputarse          | Por disputarse          | Por disputarse          | Por disputarse          | Por disputarse          | Por disputarse          | Por disputarse          |
| 2030                   | Por disputarse          | Por disputarse          | Por disputarse          | Por disputarse          | Por disputarse          | Por disputarse          | Por disputarse          | Por disputarse          | Por disputarse          |
| 2034                   | Por disputarse          | Por disputarse          | Por disputarse          | Por disputarse          | Por disputarse          | Por disputarse          | Por disputarse          | Por disputarse          | Por disputarse          |
| Total                  | 4/22                    | 36.º                    | 15                      | 5                       | 3                       | 7                       | 18                      | 23                      | -5                      |

### Copa Africana de Naciones
| Copa Africana de Naciones | Copa Africana de Naciones | Copa Africana de Naciones | Copa Africana de Naciones | Copa Africana de Naciones | Copa Africana de Naciones | Copa Africana de Naciones | Copa Africana de Naciones |
| Año                       | Ronda                     | J                         | G                         | E                         | P                         | GF                        | GC                        |
| ------------------------- | ------------------------- | ------------------------- | ------------------------- | ------------------------- | ------------------------- | ------------------------- | ------------------------- |
| 1957                      | No participó              | No participó              | No participó              | No participó              | No participó              | No participó              | No participó              |
| 1959                      | No participó              | No participó              | No participó              | No participó              | No participó              | No participó              | No participó              |
| 1962                      | No clasificó              | No clasificó              | No clasificó              | No clasificó              | No clasificó              | No clasificó              | No clasificó              |
| 1963                      | Campeón                   | 3                         | 2                         | 1                         | 0                         | 6                         | 1                         |
| 1965                      | Campeón                   | 3                         | 3                         | 0                         | 0                         | 12                        | 5                         |
| 1968                      | Subcampeón                | 5                         | 3                         | 1                         | 1                         | 11                        | 8                         |
| 1970                      | Subcampeón                | 5                         | 2                         | 2                         | 1                         | 6                         | 4                         |
| 1972                      | No clasificó              | No clasificó              | No clasificó              | No clasificó              | No clasificó              | No clasificó              | No clasificó              |
| 1974                      | No clasificó              | No clasificó              | No clasificó              | No clasificó              | No clasificó              | No clasificó              | No clasificó              |
| 1976                      | No clasificó              | No clasificó              | No clasificó              | No clasificó              | No clasificó              | No clasificó              | No clasificó              |
| 1978                      | Campeón                   | 5                         | 4                         | 1                         | 0                         | 9                         | 2                         |
| 1980                      | Fase de grupos            | 3                         | 1                         | 1                         | 1                         | 1                         | 1                         |
| 1982                      | Campeón                   | 5                         | 2                         | 3                         | 0                         | 7                         | 5                         |
| 1984                      | Fase de grupos            | 3                         | 1                         | 0                         | 2                         | 2                         | 4                         |
| 1986                      | No clasificó              | No clasificó              | No clasificó              | No clasificó              | No clasificó              | No clasificó              | No clasificó              |
| 1988                      | No clasificó              | No clasificó              | No clasificó              | No clasificó              | No clasificó              | No clasificó              | No clasificó              |
| 1990                      | No clasificó              | No clasificó              | No clasificó              | No clasificó              | No clasificó              | No clasificó              | No clasificó              |
| 1992                      | Subcampeón                | 5                         | 4                         | 1                         | 0                         | 6                         | 2                         |
| 1994                      | Cuartos de final          | 3                         | 2                         | 0                         | 1                         | 3                         | 2                         |
| 1996                      | Cuarto lugar              | 6                         | 4                         | 0                         | 2                         | 7                         | 5                         |
| 1998                      | Fase de grupos            | 3                         | 1                         | 0                         | 2                         | 3                         | 3                         |
| 2000                      | Cuartos de final          | 4                         | 1                         | 1                         | 2                         | 3                         | 4                         |
| 2002                      | Cuartos de final          | 4                         | 1                         | 2                         | 1                         | 2                         | 2                         |
| 2004                      | No clasificó              | No clasificó              | No clasificó              | No clasificó              | No clasificó              | No clasificó              | No clasificó              |
| 2006                      | Fase de grupos            | 3                         | 1                         | 0                         | 2                         | 2                         | 3                         |
| 2008                      | Tercer lugar              | 6                         | 5                         | 0                         | 1                         | 11                        | 5                         |
| 2010                      | Subcampeón                | 5                         | 3                         | 0                         | 2                         | 4                         | 4                         |
| 2012                      | Cuarto lugar              | 6                         | 3                         | 1                         | 2                         | 6                         | 5                         |
| 2013                      | Cuarto lugar              | 6                         | 3                         | 2                         | 1                         | 10                        | 6                         |
| 2015                      | Subcampeón                | 6                         | 4                         | 1                         | 1                         | 10                        | 3                         |
| 2017                      | Cuarto lugar              | 6                         | 3                         | 0                         | 3                         | 4                         | 5                         |
| 2019                      | Octavos de final          | 4                         | 1                         | 3                         | 0                         | 5                         | 3                         |
| 2021                      | Fase de grupos            | 3                         | 0                         | 1                         | 2                         | 3                         | 5                         |
| 2023                      | Fase de grupos            | 3                         | 0                         | 2                         | 1                         | 5                         | 6                         |
| 2025                      | No clasificó              | No clasificó              | No clasificó              | No clasificó              | No clasificó              | No clasificó              | No clasificó              |
| 2027                      | Por definir               | Por definir               | Por definir               | Por definir               | Por definir               | Por definir               | Por definir               |
| Total                     | 24/35                     | 105                       | 54                        | 23                        | 28                        | 138                       | 93                        |

## Selección local

### Campeonato Africano de Naciones
| Campeonato Africano de Naciones | Campeonato Africano de Naciones | Campeonato Africano de Naciones | Campeonato Africano de Naciones | Campeonato Africano de Naciones | Campeonato Africano de Naciones | Campeonato Africano de Naciones | Campeonato Africano de Naciones |
| Año                             | Ronda                           | J                               | G                               | E                               | P                               | GF                              | GC                              |
| ------------------------------- | ------------------------------- | ------------------------------- | ------------------------------- | ------------------------------- | ------------------------------- | ------------------------------- | ------------------------------- |
| 2009                            | Subcampeón                      | 5                               | 1                               | 3                               | 1                               | 7                               | 6                               |
| 2011                            | Fase de grupos                  | 3                               | 0                               | 0                               | 3                               | 1                               | 4                               |
| 2014                            | Subcampeón                      | 6                               | 3                               | 3                               | 0                               | 4                               | 1                               |
| 2016                            | No clasificó                    | No clasificó                    | No clasificó                    | No clasificó                    | No clasificó                    | No clasificó                    | No clasificó                    |
| 2018                            | No clasificó                    | No clasificó                    | No clasificó                    | No clasificó                    | No clasificó                    | No clasificó                    | No clasificó                    |
| 2021                            | No clasificó                    | No clasificó                    | No clasificó                    | No clasificó                    | No clasificó                    | No clasificó                    | No clasificó                    |
| 2023                            | Cuartos de final                | 3                               | 2                               | 0                               | 1                               | 7                               | 3                               |
| Total                           | 4/7                             | 17                              | 6                               | 6                               | 5                               | 19                              | 14                              |

## Categorías inferiores
Las categorías inferiores de la selección de fútbol de Ghana, son el conjunto de selecciones de la Asociación de Fútbol de Ghana integradas en su conjunto por jugadores de entre dieciséis a veintitrés años, que representan a Ghana en los diferentes torneos internacionales agrupados en diferentes categorías de edad y que constituyen los escalafones previos a la selección absoluta.

### Selección sub-23
La selección sub-23 (o selección olímpica) es, desde los Juegos Olímpicos de Barcelona 1992, la encargada de defender a Ghana en la competición de fútbol, motivo por el que recibe el calificativo de olímpica. Los jugadores participantes en los mismos deben tener menos de veintitrés años de edad a excepción de tres por escuadra que pueden ser mayores.
El torneo olímpico es considerado así como una Copa Mundial Sub-23. Desde los Juegos Olímpicos de Barcelona 1992, la selección sub-23 de Ghana ha participado en 5 juegos olímpicos, siendo su mejor resultado una tercera posición en los Juegos Olímpicos de Londres 1992. En 1992, se convirtió en el primer país africano en ganar una medalla en Juegos Olímpicos. No se clasificaron para los Juegos Olímpicos de Pekín 2008 y tampoco para los Juegos Olímpicos de Londres 2012.

### Selección sub-20
La categoría sub-20 es la categoría juvenil encargada de defender a Ghana en el Campeonato Mundial Sub-20 desde su creación en los años 70. Han sido campeones en la Copa Mundial de Fútbol Sub-20 de 2009 tras derrotar a la selección de fútbol sub-20 de Brasil por 4-3 en los penaltis tras acabar el partido 0-0 en la prórroga. Han sido 3 veces campeones en el Campeonato Juvenil Africano (1995, 1999 y 2009) y en dos casiones subcampeón (1993 y 2004).

### Selección sub-17
La selección de fútbol sub-17 de Ghana es el equipo formado por jugadores de nacionalidad ghanesa menores de 17 años de edad, que representan a la Asociación de Fútbol de Ghana en la Copa del Mundo Sub-17. Es una de las categorías inferiores de la selección de fútbol de Ghana y sustituyó internacionalmente a la selección sub-16, ya que en competiciones oficiales, esa categoría pasó a sub-17 en 1991, según normativa FIFA.
Han sido campeones de la Copa del Mundo Sub-17 en dos ocasiones (1991 y 1995), y también en dos ocasiones han sido subcampeones (1993 y 1997). Ghana ha participado en ocho de los doce campeonatos de la Copa del Mundo, siendo su primera vez en Escocia en 1989 y dominando la competición en la década de 1990, donde en un tiempo se clasificó para cuatro finales consecutivas. También han ganado en dos ocasiones el Campeonato Africano Sub-17.

## Otras modalidades

### Selección femenina

Fútbol femenino

La selección de fútbol femenino representa a Ghana en los torneos a nivel internacional. El equipo forma parte de la Asociación de fútbol de Ghana y es entrenado por James Dadzie. El primer partido que jugaron fue contra la selección femenina de Nigeria y se jugó el 16 de febrero de 1991, terminando con un resultado de 5-1 a favor de Nigeria.
La selección de Ghana ha logrado jugar tres veces la Copa Mundial Femenina de Fútbol, sin pasar de fase de grupos. También ha participado en todas las ediciones de la Copa Africana de Naciones Femenina, salvo la edición de 2012. No se han clasificado nunca a los Juegos Olímpicos.

### Selección de fútbol sala

Fútbol sala

### Selección de fútbol playa

Fútbol playa

## Palmarés resumido

### Selección absoluta

#### Torneos oficiales
- 4 Copa Africana de Naciones: 1963, 1965, 1978 y 1982.
  - 5 subcampeonatos: 1968, 1970, 1992, 2010 y 2015.
- Juegos Olímpicos:
  - 1 medalla de bronce: 1992.
- Copa de Naciones de la WAFU (2): 2013 y 2017.

#### Torneos amistosos
- Copa Jalco (3): 1953, 1955 y 1959.
- Copa de Naciones de África Occidental (5): 1982, 1983, 1984, 1986 y 1987.
- Copa Azikiwe (5): 1961, 1962, 1965, 1966 y 1967.
- Copa Nkrumah (3): 1959-60, 1960 y 1961-63.
- Copa Independencia de Uganda (1): 1962.
- Copa Independencia de Kenia (1): 1964.

### Selección sub-20
- 1 Copa Mundial de Fútbol Sub-20: 2009.
  - 2 subcampeonatos: 1993 y 2001.
- 3 Campeonato Juvenil Africano: 1993, 1999 y 2009.
  - 1 subcampeonato: 2001.
- 1 Juegos Panafricanos: 2011.

### Selección sub-17
- 2 Copa Mundial de Fútbol Sub-17: 1991 y 1995.
  - 2 subcampeonatos: 1993 y 1997.
- 2 Campeonato Africano Sub-17: 1995 y 1999.
  - 1 subcampeonato: 2005.